# قهوة مثلوجة
القهوة المثلوجة وأيضاً يعرف بالفرابي اليونانية أو القهوة المثلوجة اليونانية: (φραπές, frapés) وهو شراب القهوة اليونانية المثلجة مغطاة بالرغوة، والقهوة مصنوعة من قهوة سريعة التحضير (عموماً من رذاذ النسكافيه المجفف) والماء والسكر. اخترع عن طريق الخطأ من قبل ممثل النسكافيه اسمه ديمتريس فاكونديوس في عام 1957 في مدينة سالونيك، وتباع القهوة المثلوجة في المقام الأول في اليونان وهو من بين المشروبات الأكثر شعبية في اليونان وقبرص وتتوفر في جميع المقاهي اليونانية تقريباً. وكلمة فرابي هي فرنسية وتعني المبردة مع الثلج. وقد أصبحت المثلوجة سمة مميزة من ثقافة القهوة اليونانية في فترة ما بعد الحرب.

## التاريخ

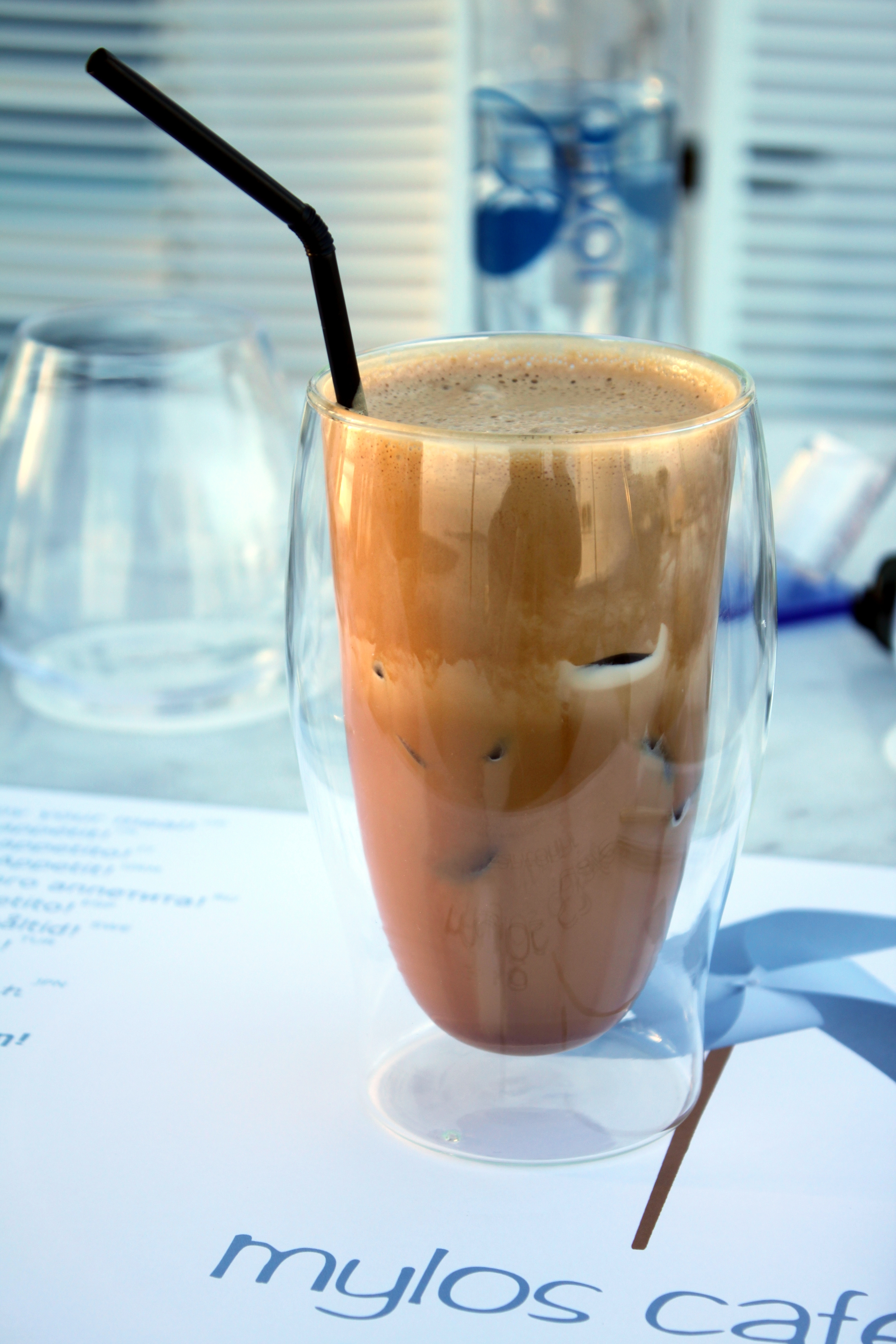
كوب من القهوة المثلوجة

تم توثيق مجموعة متنوعة من مشروبات القهوة الباردة باسم القهوة المثلوجة ابتداء من القرن التاسع عشر وكان البعض يشابهه بالسلاش، والبعض الآخر مثل القهوة المثلجة.
تم اختراع النسخة اليونانية من مقهى المثلوجة، باستخدام القهوة الفورية، في عام 1957 في المعرض التجاري الدولي في ثيسالونيكي. وكان ممثل شركة نستله هو جيانيس دريتساس، يعرض منتجا جديدا للأطفال، وهو مشروب شوكولاتة يتم إنتاجه على الفور عن طريق خلطه بالحليب ويهزه في شاكر. موظف دريتساس الذي يدعى ديمتريس فاكونديوس كان يبحث عن وسيلة لتناول القهوة الفورية المعتادة خلال فترة انقطاعه لكنه لم يتمكن من العثور على أي ماء ساخن، حتى انه خلط القهوة مع الماء البارد ومكعبات الثلج في شاكر. هذه التجربة المرتجلة أنشأت هذه المشروبات اليونانية الشعبية. تم تسويق المثلوجة من قبل شركة نستله بشكل رئيسي وهي من أكثر المشروبات شعبية في اليونان، وتتوفر في جميع المقاهي اليونانية تقريبا.
التجهيز:
يمكن صنع القهوة إما مع شاكر مشكل أو خلاط مناسب على سبيل المثال، خلاط يدوي. مع واحد أو اثنين من ملاعق صغيرة من القهوة الفورية (نسكافية تقليدية)، والسكر (على حسب الرغبة) والقليل من الماء المخلوطة لتشكيل رغوة، والتي يتم سكبها في زجاج طويل القامة. ويضاف إلى ذلك الماء البارد ومكعبات الثلج، ويضاف الحليب (عادتاً حليب مبخر) حسب الرغبة. ويتم تقديمها في الزجاج مع مصاصة.

## الرغوة في الأعلى
لا تحتوي القهوة المجففة الفورية على أي زيت تقريباً، فقط جزيئات صغيرة من (القهوة الصلبة)، وبعض الجزيئات المسؤولة عن النكهة والطعم والكافيين. وعندما تذوب القهوة المجففة، تشكل غرواني أبسط وأكثر استقراراً مقارنة بالقهوة المخمرة تقليدياً. وهذا يمَكن من صنع الرغوة السميكة والمميزة. تبدو هذه الطبقة مشابهة للكريمة، والرغوة الموجودة في الإسبرسو، ولكنها أكثر سمكاً لاختلاف التركيبة. ويمكن وصفه بشكل أساسي على أنه غرواني يمر بثلاثة مراحل حيث تحبس الفقاعات معاً بواسطة جزيئات القهوة الصلبة.
إن عدم وجود الزيت (أو انخفاضه الشديد مقارنةً بالقهوة المخمرة تقليدياً) تجعل النظام أكثر استقراراً ولا تنهار الفقاعات بنفس السهولة انهيارها في الكريمة. وبعدفترة قصيرة من صنع الرغوة، تحدث عملية التكثيف حيث تدفع جزيئات الماء باستمرار خارج مزيج الرغوة. يتم دفع المياة نتيجة عن الصرف الذي يحدث بسبب فروقات الضغط على الحاجر الرغوي. ستؤخر اللزوجة العالية هذه الظاهرة، وهذا سبب في أن زيادة السكر تعني رغوة أفضل. وتستمر هذه الظاهرة حتى تتقارب الفقاعات بعضها مع بعض وتتكاثر الرغوة. يمكن لهذه العملية ان تستغرق من دقيقتين إلى 10 دقائق وتعتمد بشدة على عملية التحريض خلال الخلط. وعندما تقترب الفقاعات من بعضها لبعض، فإنها تبدأ في الاندماج ببطء وتكون فقاعات أكبر. ووفقا لمعادلة لابلاس للضغط، أن الاختلاف في حجم الفقاعات يؤدي لانهيارها بشكل أسرع، لأن الفقاعات الأكبر حجماً ستندمج مع الأصغر حجماً. تعمل الخلاطات اليدوية على إنشاء فقاعات أصغر حجمًا وأكثر تناسقًا. ويقلل حجم الفقاعة الأصغر حجمًا من درجة ضغط الفقاعة ويشكل رغوة طويلة الأمد.
وجود الزيت (صاده للماء) يمكن يُسارع وبدون خطوره من عملية الانهيار بشكل منخفض في مرونة الرغوة، تؤدي إلى خلق رغوة أخف مع متوسط قطر فقاعه والذي يكون أكبر من 4 ملم. هذا هو السبب في أنه ليس من الممكن صنع فراب جيد في الكثير من الدول، ما لم يكن بإمكان المرء العثور على القهوة المجففة بالرذاذ (وهي في الواقع أقل تكلفة من القهوة الفورية المجففة بالتجميد). إن استخدام خلاط اليد يجعل من الممكن إنشاء فقاعات أدق مما يزيد الوقت الذي يمكن أن تدوم فيه الرغوة. غالباً أفضل قهوة فراب التي تحتوي على فقاعات صغيره جداً ويكون سمكها حوالي من 1.5 إلى 2 (30 مل متر إلى 50 مل متر) من الرغوة.

## اختلافات القهوة المثلوجة اليونانية
تُتاح القهوة المثلوجة في بلاد الأغريق لثلاث درجات من الحلاوة، تحددُها كمية السكر المستخدمة. تُنطق: جلايكوس (إذا كان حلو، ملعقتان صغيرة من القهوة و4 ملاعق صغيرة من السكر)، (وإذا كان متوسط ملعقتان صغيرة من القهوة وملعقتان صغيرة من السكر)، (وإذا كان عادي ملعقتان صغيرة من القهوة وبدون سكر). جميع الأصناف بالحليب المبخر (مع الحليب: بالنطق اليوناني)، وفي هذه الحالة قد يتم نُطقها بالعامية، و (النطق اليوناني: حليب القهوة المثلوجة) أو بدون. في بعض الأحيان، يتم تقديم القهوة المثلوجة بدون ماء (إلى جانب الماء المستخدم في الرغوة) ويستخدم الحليب بدلاً منه. هذا التنوع هو الأكثر شيوعا في قبرص. تستخدم بيلي كريم الأيرلندية أو غيرها من الخمور الأخرى  في بعض الأحيان. اختلافاً إضافي. بعض المطاعم لديها خيار إضافة كرة من آيس كريم الفانيليا في فرابيه بدلا من الحليب. على الرغم من أنها ليست مثلوجة من الناحية الفنية (حيث أنها لا تخلط)، بعض الأختلافات تكون باستخدام الملعقة للخفق، عندما لا تتوفر الرجاجه، مما يخلق ملمسًا وطعمًا مختلفًا بعض الشيء. في هذه الحالة قد تسمى باللغة العامية (ملعقة)، بالنطق اليوناني: من صنع ملعقة، وايضاً بالنطق اليوناني (سفينة) كما كان هذا النوع عادة ما يصنعها البحارة اليونانيون أثناء وجودهم في البحر.

## القهوة المثلوجة خارج اليونان
على الرغم من أن مقهى المثلوجة اليوم يرتبط في الغالب بنسخة قهوة فورية يونانية، إلا أن بقية العالم احتفظت خلال العقدين الأخيرين بنسخة إسبرسو، ببساطة تهز إسبرسو مزدوج مع 1/2 ملعقة صغيرة من السكر الأبيض (اهتزاز 2/3 المملوء الجليد) يسكب مباشرة في الكأس. القهوة المثلوجة اليونانية هي ايضاً مستهلكه في قبرص، حيث تبنى القبارصة اليونانيون القهوة المثلوجة في ثقافتهم. في السنوات الأخيرة، أخذ السياح الأجانب في اليونان القهوة المثلوجة إلى أوطانهم، حيث تم تبنيها مع بعض الاختلافات. في بلغاريا، تستخدم كوكا كولا في بعض الأحيان بدلاً من الماء (ربما مصدر إلهام لكوكا كولا أسود)، في الدنمارك، غالباً ما يستخدم الحليب البارد بدلاً من ماء الصنبور. وفي صربيا، عادة ما تُصنع الفطائر (عادة ما يطلق عليها «هلادان نيس»، القهوة سريعة التحضير) مع الحليب أو الآيس كريم، وكثيرا ما تضاف الكريمة المخفوقة. وفي إيطاليا، تعني كلمة «فرابي» الحليب المخفوق. مقهى (قهوة جرانيتا) هو مشروب مشابه لقهوة الفريكة.

## فرابتشينوا والمتغيرات
القهوة المثلوجة في الولايات المتحدة، لها معنيان، واحد فقط متعلق بالقهوة، ولا ترتبط بمشروب القهوة اليوناني. في المنطقة الشمالية الشرقية من بريطانيا الجديدة، تنطق «فراب» وتهجى بدون لهجه وهي حليب مخفوق سميك. قام مقهى في بوسطن بولاية ماساشوستس، بخفق الحليب مع القهوة «فرابتشينوا». عندما اشترت ستاربكس المتجر، قامت كوفي كونيكشن بشراء اسم العلامة التجارية. يقدم ستاربكس في اليونان كل من فرابتشينوا و «فرابي» على الطراز اليوناني (كتبها ستاربكس بدون لهجة). ومنذ ذلك الحين دخلت فرابيه المعجم الأمريكي كمشروب قهوة مثلج، إما تباع مبردة أو مجمدة. وقد بدأ العديد من منافسي ستاربكس في الولايات المتحدة والفلبين وأماكن أخرى تقديم مشروبات مماثلة للفرابيوتشينو الشهيرة والعلامات التجارية ووصفوها بأنها «فرابيه» مع أو بدون لهجة بعضها لا يشمل أي قهوة.